# St. Peter und Paul (Sonderheim)

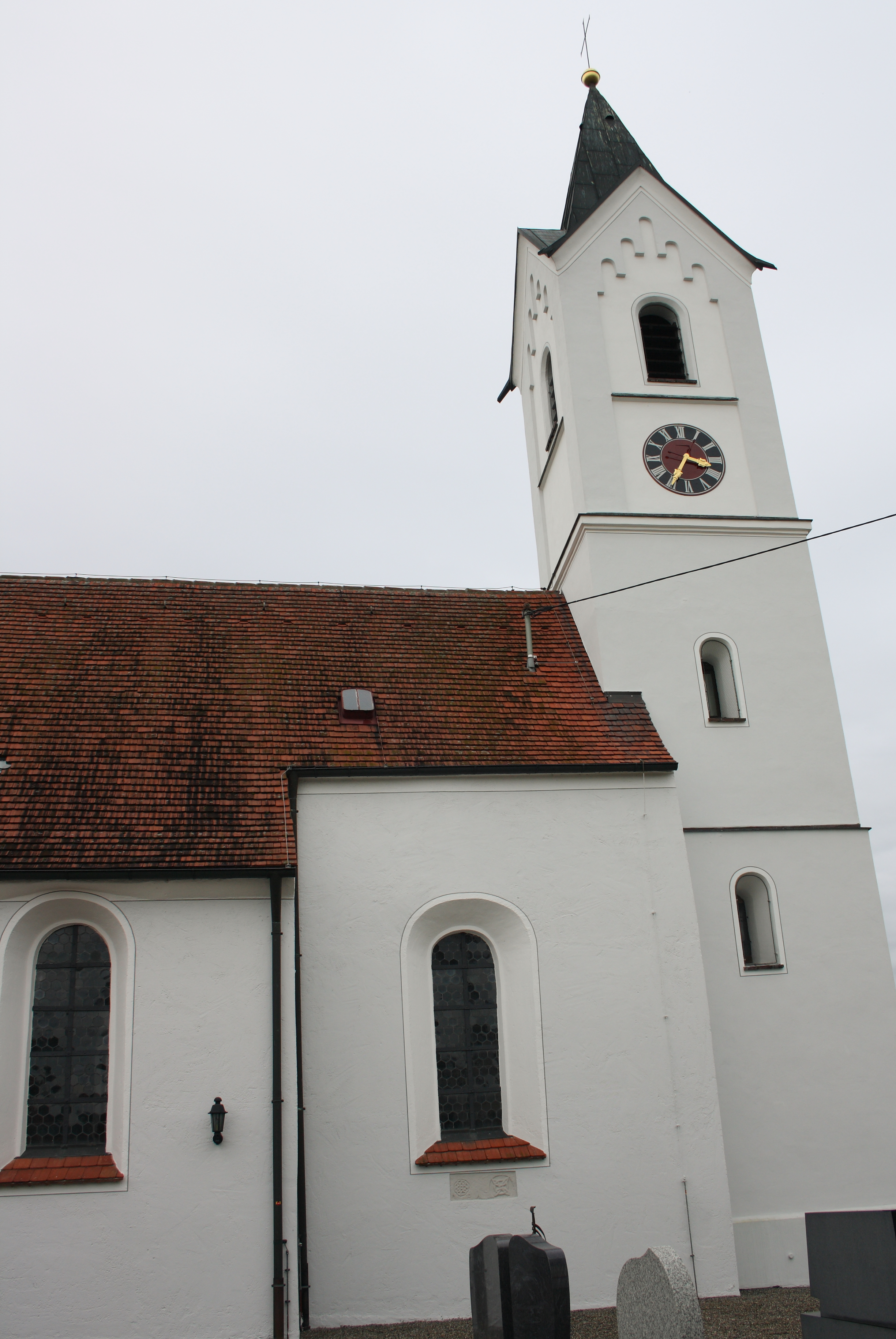
Kirche St. Peter und Paul in Sonderheim, Ansicht von Süden

Die römisch-katholische Pfarrkirche St. Peter und Paul in Sonderheim, einem Stadtteil von Höchstädt im Landkreis Dillingen an der Donau im bayerischen Regierungsbezirk Schwaben, geht auf eine mittelalterliche Chorturmkirche zurück. Ihre heutige Gestalt erhielt die den Aposteln Petrus und Paulus geweihte Kirche nach einem tiefgreifenden Umbau um 1756.

## Lage
Die Kirche befindet sich in der Mitte des Dorfes im ummauerten Friedhof.

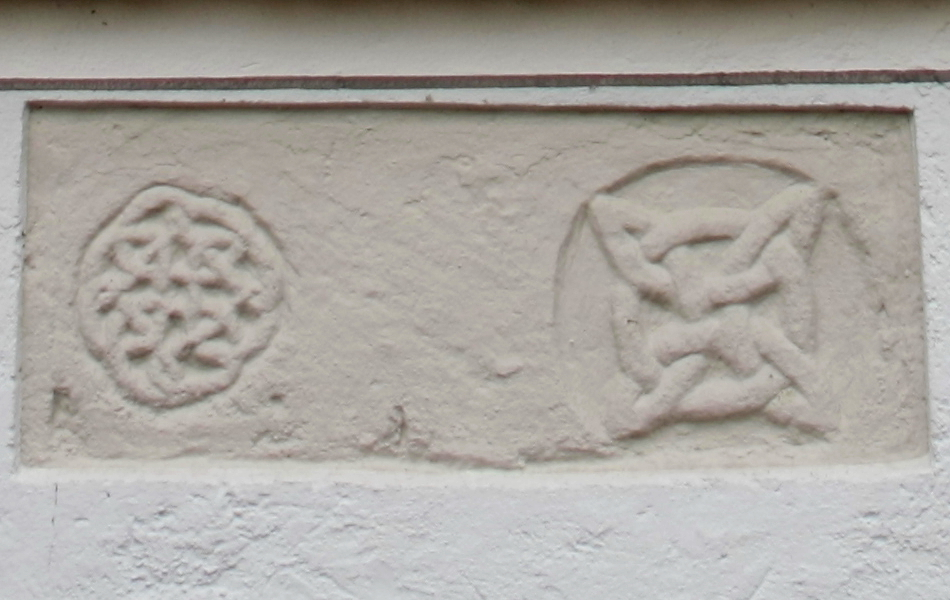
Spätromanische Spolie an der Außenwand des Chores

## Geschichte
Der Ort wurde 1150 als Sunderheim erstmals schriftlich erwähnt. Von der mittelalterlichen Chorturmkirche sind spätromanische Spolien an der südlichen Außenwand des Chores erhalten. Im 17. Jahrhundert wurde die Kirche mit einer barocken Einrichtung ausgestattet und um 1756 in ihrer heutigen Gestalt errichtet. In dieser Zeit entstanden die Deckenmalereien und der Stuckdekor. 1832 wurde der alte Turm abgerissen und im Osten an den Chor ein neuer Turm im neoromanischen Stil angebaut. 1920 wurden die um 1756 ausgeführten Deckenbilder von Anton Niedermeier restauriert und teilweise erneuert. Zur gleichen Zeit erhielt der Chor ein neues Fresko.

## Architektur

### Außenbau
Die Kirche ist aus verputztem Ziegelmauerwerk errichtet. Der Eingang befindet sich an der Westfassade. Er ist durch ein geschlossenes, mit einem Satteldach gedeckten Vorzeichen geschützt. Der mit einem Rhombenhelm versehene Turm besitzt fünf Stockwerke, die sich in drei Stufen nach oben verjüngen und durch Gesimse unterteilt sind. Er ist von rundbogigen Fenstern und Schallöffnungen durchbrochen. Die beiden oberen Etagen sind mit Ecklisenen und Rundbogenfriesen gestaltet. 

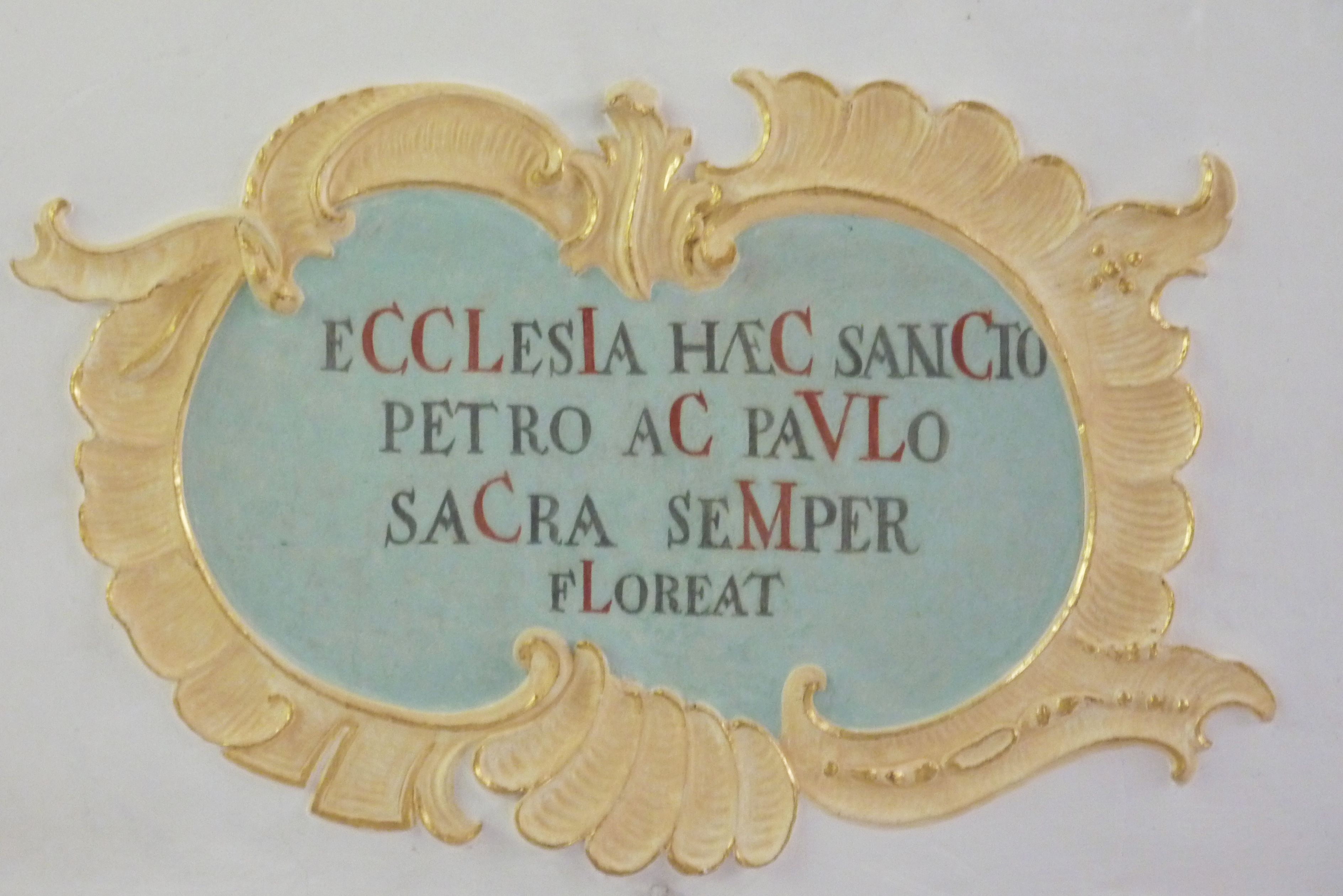
Kartusche mit Chronostichon

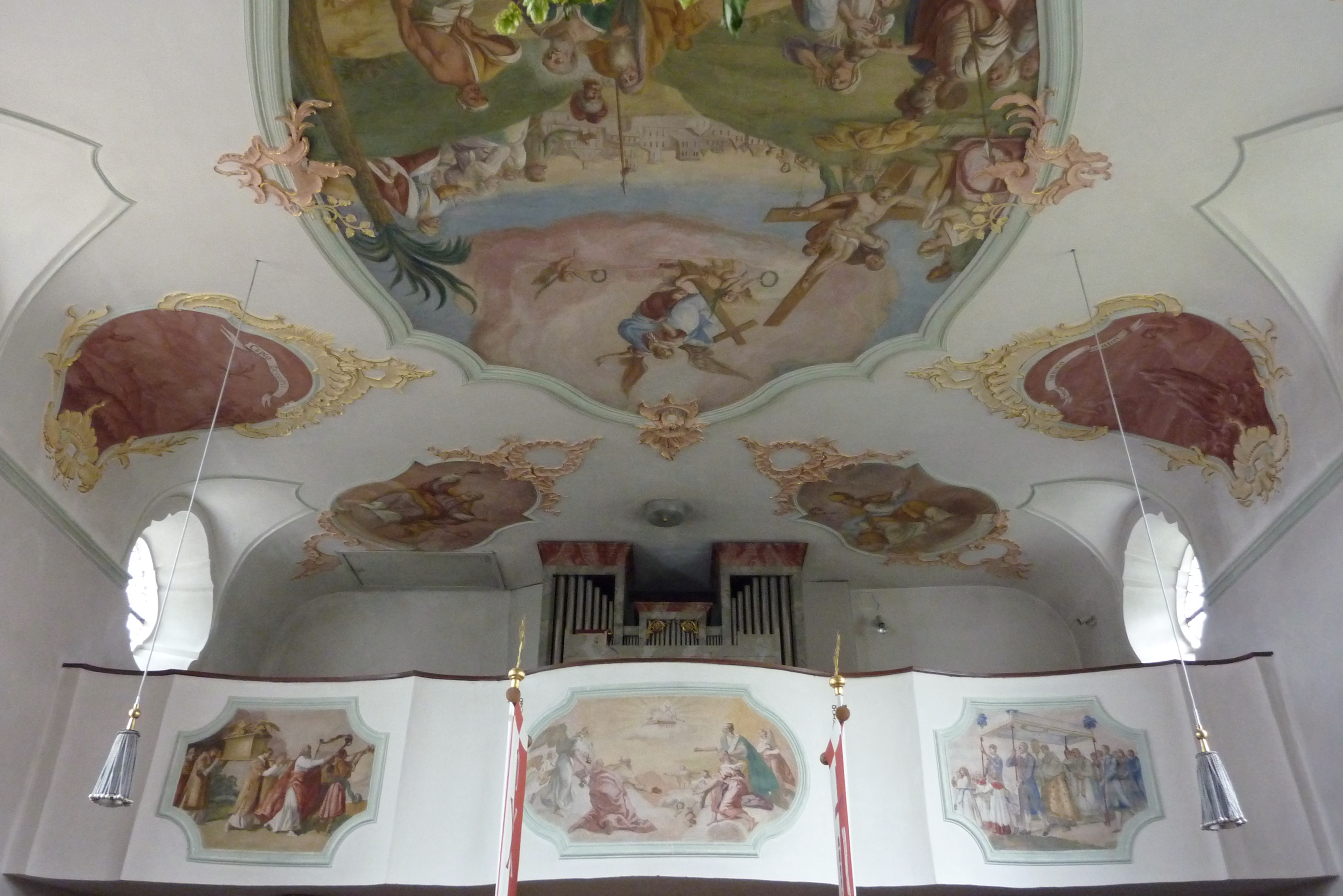
Empore mit Orgel

### Innenraum
Der Kirchenraum ist einschiffig und mündet im Osten in einen eingezogenen, gerade geschlossenen Chor. Das Langhaus besitzt eine Flachdecke über seitlichen Hohlkehlen mit Stichkappen über den Fenstern. Im Westen schließt sich eine geschweifte Empore mit der 1866 eingebauten Orgel an.
An dem korbbogigen Chorbogen befindet sich in einer muschelförmigen Kartusche ein Chronostichon: „eCCLesIa haeC sanCto petro aC paVLo saCra seMper fLoreat“ (diese den Heiligen Petrus und Paulus geweihte Kirche möge immer blühen). Die Großbuchstaben entsprechen römischen Zahlen und ergeben addiert die Jahreszahl 1756.

## Deckenbilder
Das zentrale Deckenbild des Chores ist dem Herzen Jesu gewidmet. In den seitlichen Zwickeln werden die vier Evangelisten dargestellt.
Das Deckengemälde des Langhauses stellt das Martyrium der Patrone Petrus und Paulus dar. In den Zwickeln werden, von kunstvoll verzierten Stuckkartuschen gerahmt, die vier abendländischen Kirchenväter Ambrosius, Augustinus, Hieronymus und Papst Gregor I. und vier Embleme mit lateinischen Inschriften dargestellt.
Das Bild eines Felsen in der Brandung, der von blasenden Engelsputtenköpfen umgeben ist, wird kommentiert: „Semper Immota manet“ (Er bleibt immer unbewegt). Ein Weinstock in einer Landschaft mit Ruinen ist mit den Worten Jesu (nach Joh.15,5) versehen: „Ego vitis vera vos palmites“ (Ich bin der wahre Weinstock, ihr seid die Reben). Die Darstellung einer Orgel in einem Raum mit Ausblick auf eine Landschaft trägt die Inschrift: „Cantate Domino canticum novum“ (Singt dem Herrn ein neues Lied). Unter einem auffliegenden Vogel, der mit einer Schnur gehalten wird, steht ein Zitat aus dem Paulusbrief an die Philipper (1,23): „Cupio Dissolvi“ (Ich habe Lust, aus der Welt zu scheiden).
Die Malereien an der Emporenbrüstung sind modern. Sie zeigen König David, der die Bundeslade nach Jerusalem bringt, die Anbetung des Lammes, und eine Fronleichnamsprozession.

## Ausstattung
Die Altäre wurden unter Verwendung von Teilen aus dem späten 17. Jahrhundert neu gestaltet. Die beiden Holzfiguren seitlich des Hauptaltares stellen Petrus und Paulus dar und stammen aus der Zeit um 1765. Beide halten als Zeichen ihrer Apostelwürde ein Buch. Petrus trägt ein Patriarchenkreuz und einen Schlüssel und auf seinem Buch liegt die Tiara. Paulus führt ein Schwert in der Hand. In der Predellennische des südlichen Seitenaltares steht eine Alabasterfigur einer Mondsichelmadonna aus der zweiten Hälfte des 17. Jahrhunderts. Die Holzfigur des heiligen Georg in der Predellennische des nördlichen Seitenaltars stammt aus dem 18. Jahrhundert.
Die Skulpturen des heiligen Leonhard, mit eisernen  Ketten in der Hand, und des heiligen Florian, mit Löscheimer und einem brennenden Haus dargestellt, wurden in der zweiten Hälfte des 18. Jahrhunderts geschaffen. Die Figur des an einen Baum gebundenen und von Pfeilen durchbohrten heiligen Sebastian, mit einem Putto am Baumstamm, geht auf die Mitte des 18. Jahrhunderts zurück.
Aus dem Ende des 18. Jahrhunderts stammen die fünfzehn Kreuzwegstationen, die als Gemälde ausgeführt sind. Die geschnitzten, mit Volutenornamenten verzierten Wangen der Kirchenbänke sind aus der zweiten Hälfte des  17. Jahrhunderts erhalten. Das Taufbecken, eine Kalksteinmuschelschale auf quadratischem Balusterfuß stammt aus der Zeit um 1750.